# ادلراتر باخ
ادلراتر باخ (به آلمانی: Edelrather Bach) یک رود در آلمان است که در نوردراین-وستفالن واقع شده‌است.